# 巴格達蒂

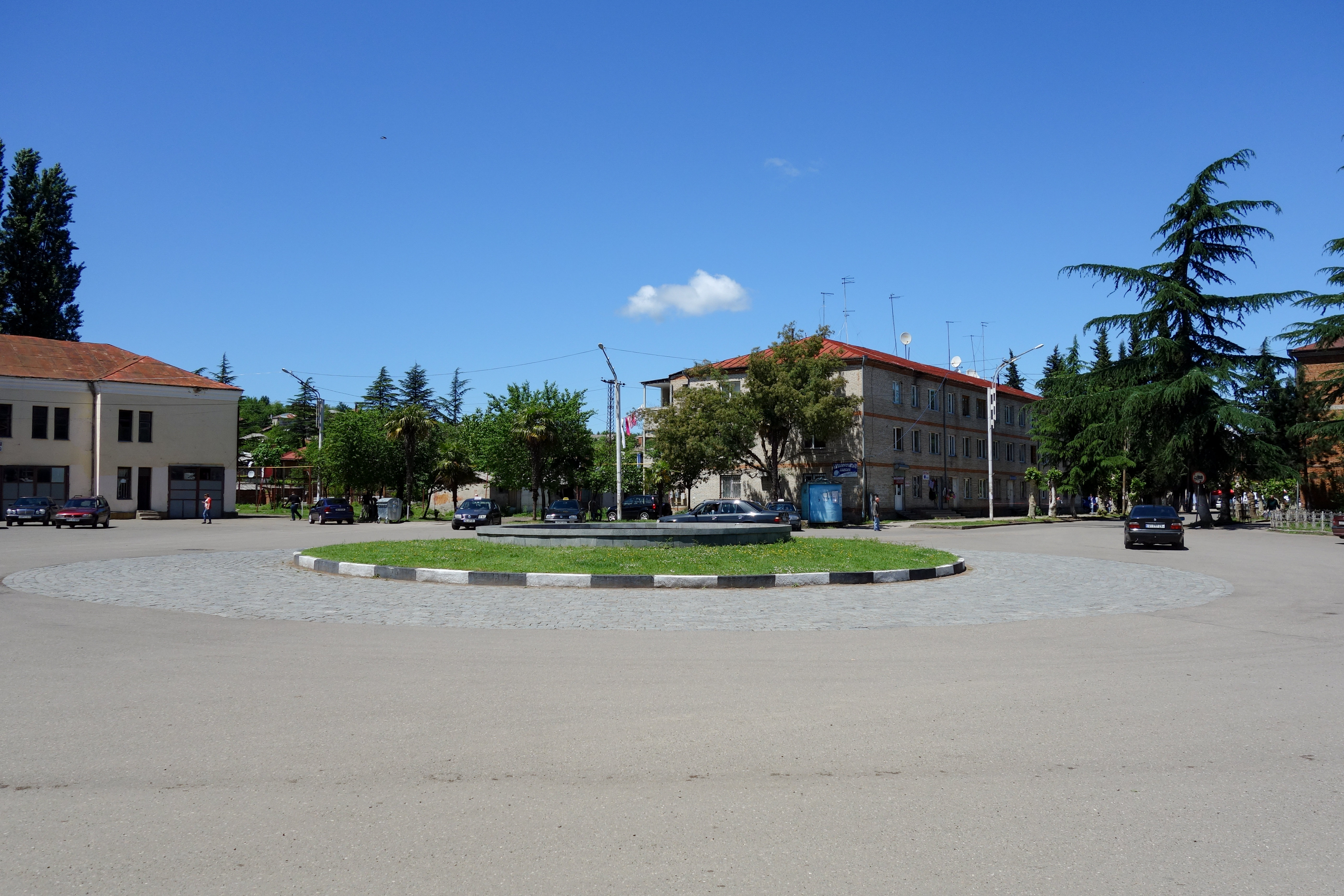
巴格達蒂

巴格達蒂是格魯吉亞西部伊梅雷蒂大区巴格達蒂市鎮的城鎮及其行政中心。距離首都第比利斯約170公里。該鎮是前蘇聯詩人弗拉基米爾·馬雅科夫斯基的出生地，2014年人口3,707。